# 月と太陽 (TUBEの曲)
「月と太陽」（つきとたいよう）は、日本のバンドTUBEの34枚目のシングルである。2001年5月9日発売。発売元はSony Records。

## 概要
- 前作から11ヶ月ぶりとなるシングル。

## 収録曲
| 全作詞: 前田亘輝、全作曲: 春畑道哉。 |                                                             |           |            |                    |      |
| #                                    | タイトル                                                    | 作詞      | 作曲・編曲 | 編曲               | 時間 |
| 1.                                   | 「月と太陽」                                                | 前田亘輝  | 春畑道哉   | TUBE、大島こうすけ | 3:48 |
| 2.                                   | 「You'll be the champion」                                  | 前田亘輝  | 春畑道哉   | TUBE               | 4:45 |
| 3.                                   | 「月と太陽 (AM5:55 Guitar Ver.)」                           | 前田亘輝  | 春畑道哉   | TUBE、大島こうすけ | 1:49 |
| 4.                                   | 「月と太陽 (beatknuckles.remix from dj.Ta-shi.Zulu.japan)」 | 前田亘輝  | 春畑道哉   | TUBE、大島こうすけ | 1:59 |
| 合計時間:                            | 合計時間:                                                   | 合計時間: | 12:21      |                    |      |

## 収録アルバム
- Soul Surfin' Crew (#1,2)
- めざましsongs（#1、原曲とGuitar Versionの2曲）
- Best of TUBEst 〜All Time Best〜（#2）
- 35年で35曲 “夏と恋” ～夏の数だけ恋したけど～（#1、リミックス）
- 35年で35曲 “汗と涙” ～涙は心の汗だから～（#2、リミックス）
- All Singles TUBEst -White- (#1)

## タイアップ
月と太陽
- フジテレビ系『めざましテレビ』テーマソング[1]

You'll be the champion
- フジテレビ系『フォーミュラ・ニッポン』テーマソング